# (21680) Richardschwartz
(21680) Richardschwartz (1999 RS31) – planetoida z pasa głównego asteroid okrążająca Słońce w ciągu 4,59 lat w średniej odległości 2,76 j.a. Odkryta 9 września 1999 roku.